# 張德正
張德正（英語：Chang Tak Ching，1995年1月22日—），香港男子羽毛球運動員。他早年就讀軒尼詩道官立小學下午校和拔萃男書院，2007年，被邀请加入香港青年队，于2011年进入香港羽毛球代表队，早期主项男子单打，2016年，改打双打及混合双打。他在2018年及2021年分别赢得全港羽毛球锦标赛高级组混合双打冠军及高级组男子双打冠军。

## 簡歷
2017年9月，張德正與吳詠瑢出戰新加坡羽毛球國際系列賽，在混雙决赛以0比2（16-21、18-21）不敌印尼强档的安迪卡·拉馬迪安斯亞/米歇尔·克里斯廷·班达索，赢得亞軍。同年11月，他分别與陳子傑以及吳詠瑢出戰印度羽毛球國際挑戰賽，在男双準决赛以1比2（21-10、12-21、10-21）不敌马来西亚强档的謝定峰/苏伟译；而混双决赛以1比2（11-21、21-17、18-21）不敌队友的麦喜俊/楊雅婷，赢得亞軍。
2018年9月，張德正與吳詠瑢出戰海得拉巴羽毛球公開賽，在混双準决赛以0比2（19-21、15-21）不敌赛会头号种子、东道主的普拉纳·杰里·乔普拉/斯基·雷迪。同年10月，他与吳詠瑢出战新加坡羽毛球國際系列賽，在混双準决赛以1比2（22-20、16-21、17-21）不敌队友的楊銘諾/吳芷柔。同年11月，他与吳詠瑢出战印度羽毛球國際挑戰賽，在混双决赛以0比2（13-21、16-21）不敌赛会2号种子、泰国强档的尼迪蓬·潘普佩克/沙威丽·阿米达拜，赢得亚军。
2019年9月，张德正与袁倩莹出战第一届亚洲大学生锦标赛，在混双决赛以2比1击败中国组合，赢得冠军。
2021年12月，张德正与吴咏瑢出戰2021年世界羽毛球錦標賽，以2比1（16-21、21-13、21-17）战胜赛会头号种子、世界冠军郑思维/黄雅琼，打破对方世锦赛四连冠。

## 主要比賽成績
只列出曾進入準決賽的國際賽事成績：
| 年份   | 賽事                     | 公開賽級別 | 項目     | 拍檔   | 成績   |
| ------ | ------------------------ | ---------- | -------- | ------ | ------ |
| 2017年 | 新加坡羽毛球國際系列賽   | 國際系列賽 | 混合雙打 | 吳詠瑢 | 亞軍   |
| 2017年 | 印度羽毛球國際挑戰賽     | 國際挑戰賽 | 男子雙打 | 陳子傑 | 準決賽 |
| 2017年 | 印度羽毛球國際挑戰賽     | 國際挑戰賽 | 混合雙打 | 吳詠瑢 | 亞軍   |
| 2018年 | 海得拉巴羽毛球公開賽     | 超級100賽  | 混合雙打 | 吳詠瑢 | 準決賽 |
| 2018年 | 新加坡羽毛球國際系列賽   | 國際系列賽 | 混合雙打 | 吳詠瑢 | 準決賽 |
| 2018年 | 印度羽毛球國際挑戰賽     | 國際挑戰賽 | 混合雙打 | 吳詠瑢 | 亞軍   |
| 2019年 | 亞洲羽毛球混合團體錦標賽 | 其他       | 混合團體 | －     | 季軍   |
| 2019年 | 亞洲大學生羽毛球錦標賽   | 其他       | 混合雙打 | 袁倩瑩 | 冠軍   |
| 2023年 | 越南羽毛球國際挑戰賽     | 國際挑戰賽 | 混合雙打 | 呂樂樂 | 準決賽 |

| 2007-2017年 | 首要超級賽 | 超級賽 | 黃金大獎賽 | 大獎賽 | 國際挑戰賽 | 國際系列賽 | 未來系列賽 | 其他 |

| 2018-2026年 | 總決賽 | 超級1000賽 | 超級750賽 | 超級500賽 | 超級300賽 | 超級100賽 | 國際挑戰賽 | 國際系列賽 | 未來系列賽 | 其他 |

### 奧運會和世錦賽參賽紀錄
|          | 搭檔   | 2019 | 2021 | 2022 |
| -------- | ------ | ---- | ---- | ---- |
| 男子雙打 | 楊銘諾 | 48強 | 48強 | －   |
|          |        |      |      |      |
| 混合雙打 | 吳詠瑢 | 32強 | 16強 | 32強 |